# Звезда цветущих дев
«Звезда цветущих дев» (яп. 女の園の星 Онна но соно но хоси) — манга, написанная и проиллюстрированная Ямой Ваямой. Публикуется в ежемесячном журнале дзёсэй-манги Feel Young издательства Shodensha с января 2020 года и по состоянию на октябрь 2024 года издана в четырёх томах-танкобонах. Главный герой произведения — учитель японского языка в женской школе, который сталкивается с различными проделками учениц и подшучиванием со стороны коллег, что приводит к ряду необычных комедийных ситуаций.
По мотивам манги студией Lapin Track создана OVA, которая была выпущена в декабре 2022 года в комплекте со специальным изданием третьего тома манги.

## Синопсис
Сюжет манги повествует о Хоси, работающем учителем японского языка в женской школе. Его деятельность подаётся в формате «ломтик жизни» и состоит из таких эпизодов, как забота о любимой собаке класса, предоставление советов ученицам и досуг с коллегами.

## Персонажи
Учитель Хоси (яп. 星先生 Хоси-сэнсэй) — учитель японского языка, преподающий в женской школе.
Сэйю: Гэн Хосино
Учитель Кобаяси (яп. 小林先生 Кобаяси-сэнсэй) — учитель в той же самой школе, в которой преподаёт Хоси, а также его друг.
Сэйю: Мамору Мияно
Харуко Кагава (яп. 香川 春子 Кагава Харуко) — одна из учениц в классе Хоси.
Сэйю: Юми Утияма
Маюми Кубота (яп. 久保田 真弓 Кубота Маюми) — одна из учениц в классе Хоси.
Сэйю: Хисако Канэмото
Юка Курата (яп. 倉田 由佳 Курата Юка) — ещё одна ученица в классе Хоси.
Сэйю: Юки Такада

## Медиа

### Манга
Манга «Звезда цветущих дев», написанная и проиллюстрированная Ямой Ваямой, публикуется в ежемесячном журнале дзёсэй-манги Feel Young издательства Shodensha с 8 января 2020 года. На октябрь 2024 года главы манги были скомпонованы в четыре тома-танкобона. Первый том поступил в продажу 8 июля 2020 года.
На территории России манга лицензирована издательством Фабрика комиксов под названием «Звезда цветущих дев», а на территории Франции — издательством Le Lézard Noir.

#### Список томов
| №  | Оригинальное издание | Оригинальное издание                               | Издание на русском | Издание на русском     |
| №  | Дата публикации      | ISBN                                               | Дата публикации    | ISBN                   |
| -- | -------------------- | -------------------------------------------------- | ------------------ | ---------------------- |
| 01 | 8 июля 2020 г.       | ISBN 978-4-3967-6797-6                             | 2025 г.            | ISBN 978-5-7584-0825-4 |
| 02 | 8 мая 2021 г.        | ISBN 978-4-3967-6819-5                             | 2025 г.            | ISBN 978-5-7584-0826-1 |
| 03 | 8 декабря 2022 г.    | ISBN 978-4-3967-6869-0 ISBN 978-4-3967-6870-6 (СИ) | 2025 г.            | ISBN 978-5-7584-0827-8 |
| 04 | 8 октября 2024 г.    | ISBN 978-4-3967-5053-4 ISBN 978-4-3967-5054-1 (СИ) | 2025 г.            | ISBN 978-5-7584-0828-5 |

### OVA
Об адаптации манги в формат OVA (Original Video Animation) стало известно 7 августа 2022 года. Её производством занялась студия Lapin Track, на должность режиссёра был назначен Синъити Омата, сценаристкой стала Тэруко Уцуми, дизайнером персонажей и главным режиссёром анимации — Нахо Кодзоно, а композитором — Кэй Ханэока. Выпущена 8 декабря 2022 года на Blu-ray Disc, идущем в комплекте со специальным изданием третьего тома манги.

## Приём

### Продажи
К началу октября 2021 года манга была продана в количестве 1 миллиона копий. К середине декабря 2022 года было продано более 1,6 миллиона копий. На сентябрь 2024 года совокупный тираж манги составляет более 2,45 миллиона проданных копий.

### Рейтинги
| Год  | Название                                                             | Позиция    | Категория                                                  | Прим.  |
| ---- | -------------------------------------------------------------------- | ---------- | ---------------------------------------------------------- | ------ |
| 2020 | Книга года журнала Da Vinci                                          | 9-е место  | Комиксы                                                    | [ 18 ] |
| 2020 | Kono Manga ga Sugoi!                                                 | 1-е место  | Манга для женщин                                           | [ 19 ] |
| 2020 | Kono Manga wo Yome!                                                  | 6-е место  | Лучшая манга                                               | [ 20 ] |
| 2021 | Книга года журнала Da Vinci                                          | 6-е место  | Комиксы                                                    | [ 21 ] |
| 2021 | Kono Manga ga Sugoi!                                                 | 5-е место  | Манга для женщин                                           | [ 22 ] |
| 2021 | Kono Manga wo Yome!                                                  | 14-е место | Лучшая манга                                               | [ 23 ] |
| 2021 | Комиксы, рекомендованные сотрудниками национальных книжных магазинов | 12-е место | Ежегодный рейтинг                                          | [ 24 ] |
| 2021 | Комиксы, рекомендованные издателями комиксов                         | 1-е место  | Ежегодный рейтинг                                          | [ 24 ] |
| 2022 | Комиксы, рекомендованные сотрудниками национальных книжных магазинов | 9-е место  | Ежегодный рейтинг                                          | [ 25 ] |
| 2023 | Книга года журнала Da Vinci                                          | 7-е место  | Комиксы                                                    | [ 26 ] |
| 2024 | Kono Manga wo Yome!                                                  | 17-е место | Лучшая манга (вместе с Shuro no Konoshita de Мэгумирэленд) | [ 27 ] |

### Награды и номинации
| Год  | Награда                                   | Результат | Категория                                                          | Прим.         |
| ---- | ----------------------------------------- | --------- | ------------------------------------------------------------------ | ------------- |
| 2021 | Манга тайсё                               | 7-е место | Лучшая манга                                                       | [ 28 ] [ 29 ] |
| 2021 | eBookJapan Manga Award                    | Номинация | Гран-при                                                           | [ 30 ]        |
| 2021 | Next Manga Award                          | 4-е место | Лучшая печатная манга                                              | [ 31 ] [ 32 ] |
| 2022 | Манга тайсё                               | 4-е место | Лучшая манга                                                       | [ 33 ] [ 34 ] |
| 2022 | Japan Media Arts Festival (отрасль манги) | Победа    | Премия «Социальное влияние»                                        | [ 35 ]        |
| 2023 | Манга тайсё                               | 3-е место | Лучшая манга (вместе с You and I Are Polar Opposites Коти Агасавы) | [ 36 ] [ 37 ] |
| 2023 | Премия манги Коданся                      | Номинация | Общая категория                                                    | [ 38 ]        |
| 2023 | Magademy Award                            | Номинация | Лучший главный герой (учитель Хоси)                                | [ 39 ]        |
| 2024 | Japan Expo Awards                         | Номинация | Премия «Дарума» за лучшую мангу                                    | [ 40 ]        |
| 2024 | Japan Expo Awards                         | Номинация | Премия «Дарума» за лучшую мангу в жанре повседневность             | [ 40 ]        |
| 2024 | Japan Expo Awards                         | Номинация | Премия «Дарума» за лучшую новую мангу                              | [ 40 ]        |
| 2025 | Манга тайсё                               | 7-е место | Лучшая манга                                                       | [ 41 ] [ 42 ] |
| 2025 | Премия манги Коданся                      | Номинация | Общая категория                                                    | [ 43 ]        |